# Ginnastica ritmica ai XX Giochi dei piccoli stati d'Europa
Le competizioni di ginnastica ritmica ai XX Giochi dei piccoli stati d'Europa si sono svolte dal 30 al 31 maggio 2025 ad Andorra la Vella.

## Podi

### Donne
| Evento         | Oro            | Argento       | Bronzo            |
| Gara a squadre | Cipro          | Montenegro    | San Marino        |
| All-Around     | Maria Avgousti | Berta Miquel  | Andela Vukovic    |
| Cerchio        | Maria Avgousti | Nina Dragovic | Elena Meysembourg |
| Palla          | Maria Avgousti | Berta Miquel  | Gioia Casali      |
| Clavette       | Maria Avgousti | Nina Dragovic | Andela Vukovic    |
| Nastro         | Maria Avgousti | Berta Miquel  | Andela Vukovic    |

## Medagliere
| Pos.   | Paese       | Oro | Argento | Bronzo | Totale |
| ------ | ----------- | --- | ------- | ------ | ------ |
| 1      | Cipro       | 6   | 0       | 0      | 6      |
| 2      | Montenegro  | 0   | 3       | 3      | 6      |
| 3      | Andorra     | 0   | 3       | 0      | 3      |
| 4      | San Marino  | 0   | 0       | 2      | 2      |
| 5      | Lussemburgo | 0   | 0       | 1      | 1      |
| Totale | Totale      | 6   | 6       | 6      | 18     |